# Brosso
Brosso (piemontesisch Bròss) ist eine Gemeinde in der italienischen Metropolitanstadt Turin (TO), Region Piemont.

## Lage und Einwohner
Brosso liegt 60 km nördlich von Turin im alpinen Valchiusella. Das Gemeindegebiet umfasst eine Fläche von 11 km² und hat 390 Einwohner (Stand 31. Dezember 2023). 
Die Nachbargemeinden sind Tavagnasco, Traversella, Borgofranco d’Ivrea, Quassolo, Trausella, Lessolo und Vico Canavese.

## Einzelnachweise

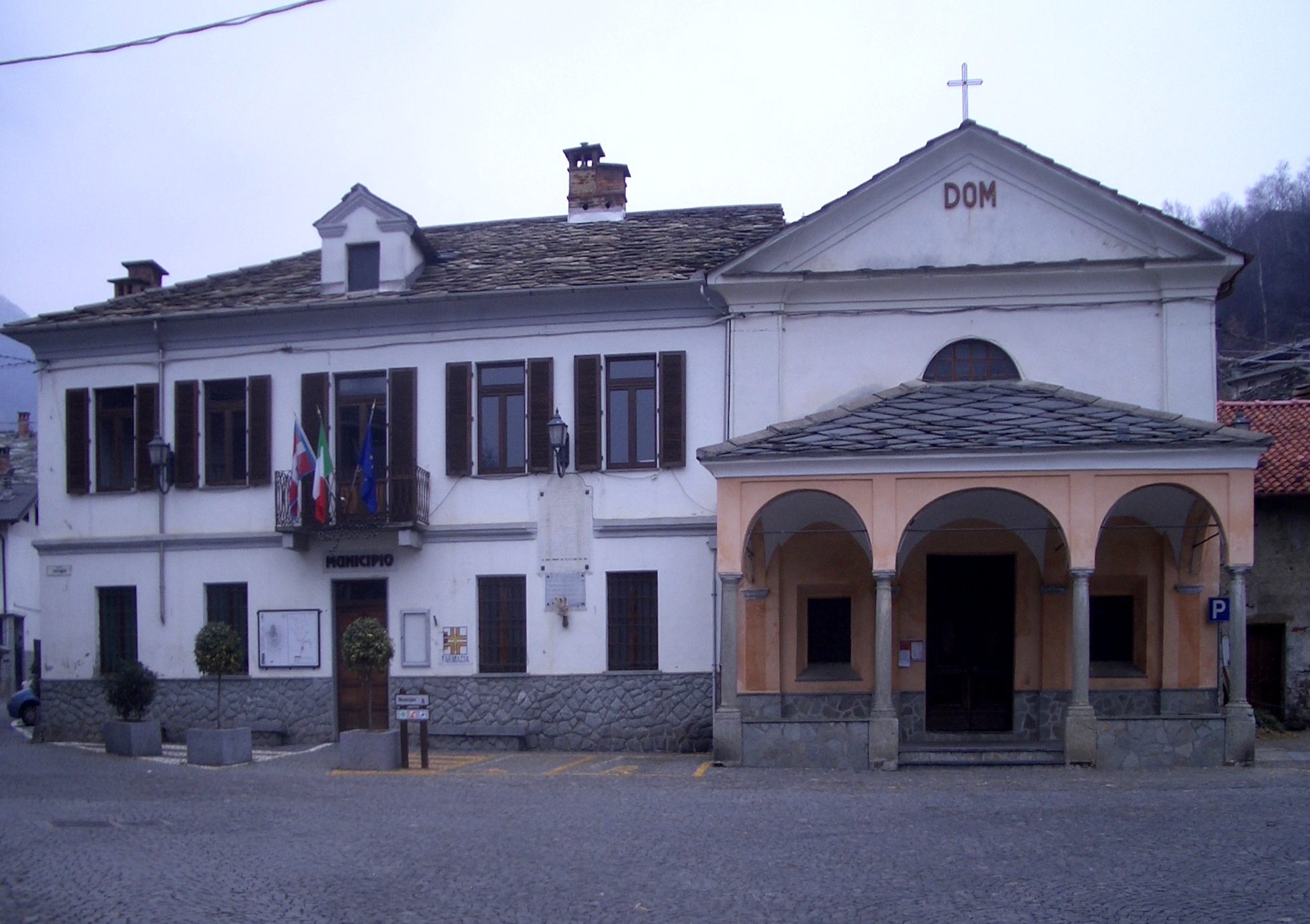
Die Gemeindeverwaltung

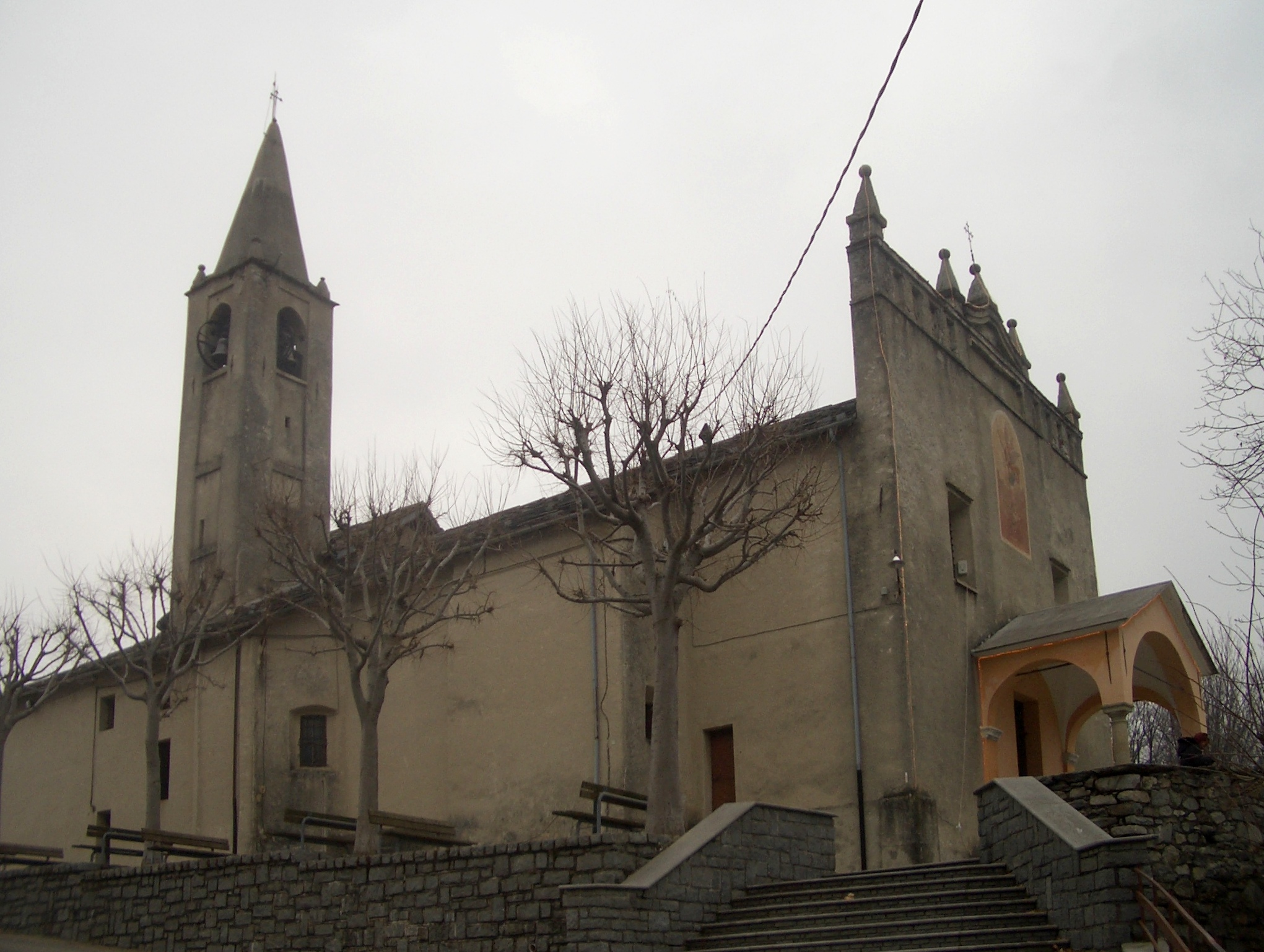
Kirche San Michele